# 血音乐
《血音乐》（英语：Blood Music）是一部由美国作者葛瑞格·貝爾所著的科幻小说。
它原本是作为一部在1983年、由美国科学幻想杂志《模拟科幻小说与事实》出版的短篇小说，并赢得了1983年度星云奖最佳中篇小说奖及1984年度雨果奖最佳中篇小说奖。
格雷格·贝尔在1985年出版了扩编长篇小说版本。完全后的小说在1985年获得星云奖提名，其在1986年也获得了雨果奖、坎贝尔奖和不列颠科幻奖。
《血音乐》涉及了包括生物技术、纳米技术（包括灰色粘质猜想）、现实和意识的性质、人工智能的主题。

## 剧情概要
在小说里，一个叛逆者生物学家弗吉尔·乌兰（Vergil Ulam）创造了一种基于他自己的淋巴细胞的简单生物计算机。他面对着他的神经质的雇主的要求其摧毁其工作成果的命令，他反而将这些淋巴制生物计算机注射进他自己的身体里，并欲图将这些“意识细胞（noocytes）”——他如此称呼那些生物计算机——走私出公司并在其他任何地方继续研究。在乌兰的身体里，这些“意识细胞”迅速繁殖并进化、改变他们自己的遗传物质并快速地产生其自我意识。他们所构建的纳米尺度文明不久后就开始转化乌兰和其他人。被感染的人开始发现像他们的诸如近视和高血压等基因缺陷得到了修复。乌兰的示例、姿态、力亮、智力全都被提升了。感染者甚至可以和他们的“意识细胞”对话、甚至有人报告说他们的细胞似乎会唱歌。
通过对于人类和其他有机生物的感染、转化和统合，细胞们最终将北美的大多数生物圈集群化为了一个七千千米宽的区域。这个吸收了已进化了的“意识细胞”和最近被统合的基准人类构成的文明，最终被迫放弃了生活的基准平面，而选择了不需要物理基质的利于思维进行的平面。“意识细胞”不能留在这个现实的原因是与人择宇宙学原理强关联的。
书籍的结构以“相间（inter-phase）”、“前期（prophase）”、“中期（metaphase）”、“后期（anaphase）”、“末期（telophase）”、“间期（interphase）”为题。这反应了细胞周期的主要阶段：T間期和有絲分裂。

## 重要性
本书介绍了贝尔最喜欢的主题：现实是作为观察者的一个功能的。在《血音乐》中，现实随着观察者——数以千亿计的智能单细胞生物体——的数量的增加变得越来越不稳定。

## 扩展链接
- SF site Review （页面存档备份，存于）